# Rue Jacques-Offenbach (Paris)
Pour les articles homonymes, voir Rue Jacques-Offenbach.
La rue Jacques-Offenbach est une voie du 16e arrondissement de Paris, en France,

## Situation et accès

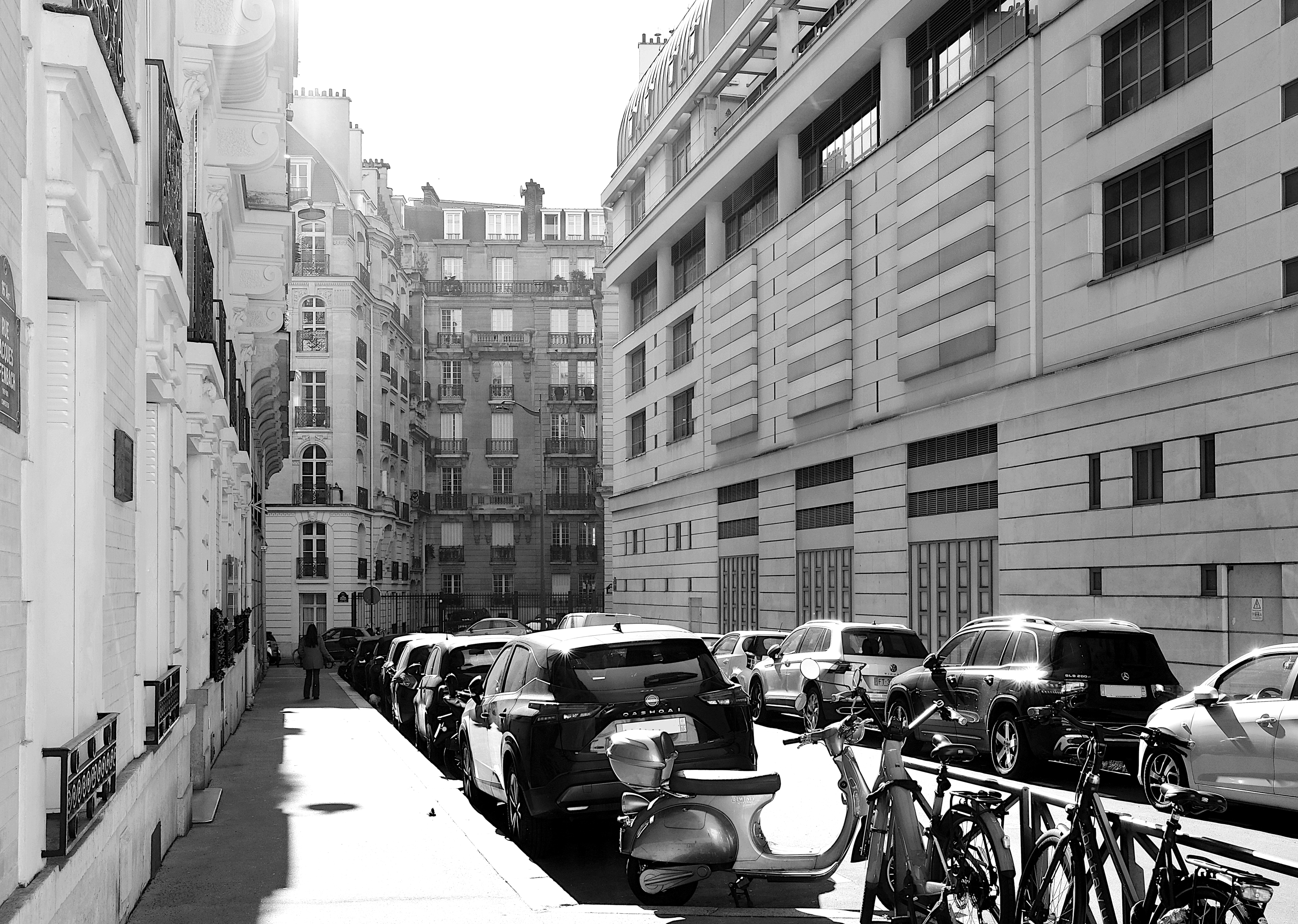
La rue vue depuis la rue du Général-Aubé.

## Origine du nom
Elle est nommée en l'honneur du compositeur français d'origine allemande Jacques Offenbach (1819-1880).

## Historique
Cette voie est ouverte sous sa dénomination actuelle en 1904.

## Bâtiments remarquables et lieux de mémoire
- Entre 1920 et 1953, l'écrivain russe Ivan Bounine vit au no 1 de la rue. Une plaque lui rend hommage.

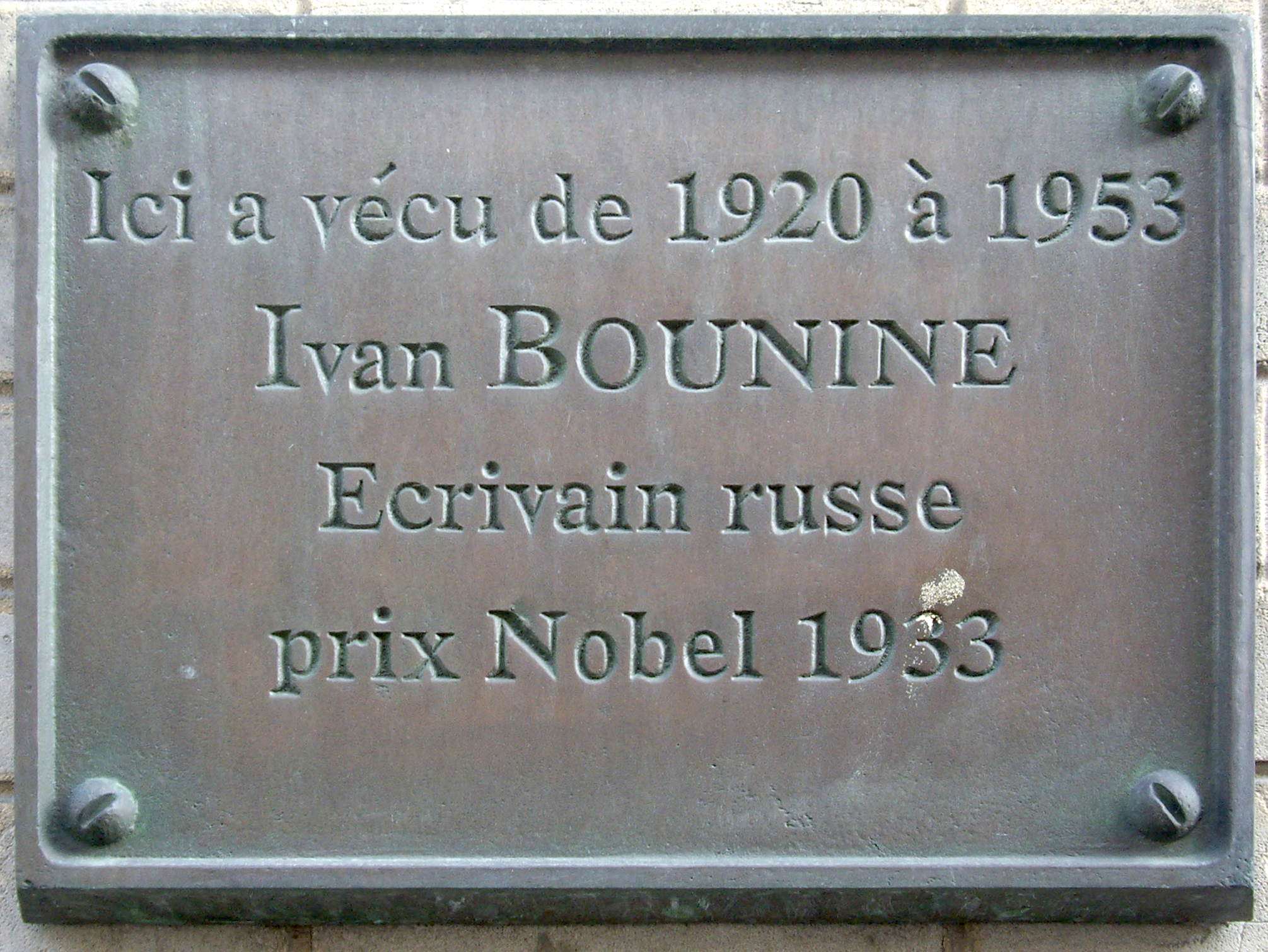
Plaque au no 1.